# Un glonte pentru general
Un glonte pentru general (titlul original: El chuncho, quien sabe?) este un film western italian, realizat în 1966 de regizorul  Damiano Damiani. Acțiunea se petrece în Mexic în anul 1917, pe fondul războiului civil, a luptelor dintre rebeli și armata guvernului. 

## Conținut
Un misterios american pe nume El Niño se alătură in timpul unui atac asupra unui tren, bandei condusă de El Chuncho. Bandiții jefuiesc arme, ca să le vândă apoi revoluționarilor. Important pentru Chuncho este în primul rând prin asta să se îmbogățească el însuși. După diferite masacre, unde s-a capturat în special o mitralieră valoroasă, banda părăsește un sat de revoluționari lăsându-i fără apărare, pentru a vinde armele capturate, generalului Elias, conducător al revoluției, a cărui ascunzătoare era greu de găsit. În drum spre acesta, El Niño se îmbolnăvește grav de malarie, El Chuncho îl salvează, însă căutând după medicamente în bagajul lui Niño, găsește un glonte de aur care nu i se pare de loc bătător la ochi. După sosirea în tabără, generalul îi reproșează lui El Chuncho, faptul că satul pe care l-a părăsit, a fost complet măcelărit de către soldați. El Chuncho își recunoaște vina și cere ca să fie executat de propriul său frate. El Niño îl împușcă pe generalul Elias de la mare distanță, îndeplinind astfel misiunea pentru care de fapt a venit. În plus, îl împușcă și pe fratele lui El Chuncho, acesta supraviețuind astfel. Constatându-se faptul că generalul a fost ucis de un glonte de aur, este dovada pentru El Niño față de angajatorul său că a reușit complotul de ucidere a generalului Elias. Pe de altă parte, prin asta El Chuncho își dă seama că El Niño s-a folosit de el ca să îl poată găsi pe general. Oare sunt încheiate acum toate socotelile?          

## Distribuție
- Gian Maria Volonté - El Chuncho
- Lou Castel - Bill Tate, Niño
- Klaus Kinski - El Santo, fratele lui El Chuncho
- Martine Beswick - Adelita
- Jaime Fernández - generalul Elías
- Andrea Checchi - don Felipe
- Spartaco Conversi - Eufemio
- Joaquín Parra - Picaro
- Aldo Sambrell - locotenent Alvaro Ferreira
- José Manuel Martín - Raimundo
- Santiago Santos - Guapo
- Valentino Macchi - mecanicul de tren
- Carla Gravina - Rosaria
- Rufino Inglés -  căpitanul Campoy
- Guy Heron - Pepito
- Vicente Roca - directorul hotelului
- Antoñito Ruiz- Chico

## Coloana sonoră
1. Ya Me Voy
2. En La Sierra
3. La Fusilacion
4. Peones
5. Fiesta En San Miguel
6. Quien Sabe
7. Al Tren!
8. Quien Sabe (chitară)
9. Ya Me Voy (final)